# Captain of the Ship
『Captain of the Ship』（キャプテン・オブ・ザ・シップ）は、日本のシンガーソングライターである長渕剛の14枚目のオリジナル・アルバム、およびアルバムの9曲目に収録されている楽曲である。
1993年11月1日に東芝EMIのエキスプレスレーベルからリリースされた。前作『JAPAN』（1991年）よりおよそ2年ぶりにリリースされた作品であり、全作詞・作曲は長渕、プロデュースは前作に続き長渕と瀬尾一三および石塚良一による共同プロデュースとなっている。
レコーディングは4曲目を除いて前作に引き続きアメリカ合衆国にて行われ、再びロイ・ビッタンやケニー・アロノフなどが参加している。音楽性としては前作と比較して幾分繊細で内省的な曲が多くなっており、インドへの渡航や重症心身障害児施設への慰問によって得た体験を元に制作された曲が収録されている。
長渕自身が出演したTBS系テレビドラマ『RUN』（1993年）の主題歌である「RUN」が収録されている。
オリコンチャートでは最高位1位を獲得した。

## 背景
前作『JAPAN』（1991年）リリース後、長渕は1992年3月6日の浜松アリーナより5月19日の横浜アリーナに至るまで、全国16都市全20公演におよぶライブツアー「LIVE'92 JAPAN」を開催、5月15日に開催された2度目の東京ドーム公演では史上初となるセンターステージでの弾き語りのみのライブで約6万5千人を動員、この記録は後に至るまで破られていない。
1992年度はテレビドラマや映画出演はなく、活動としては前述のライブツアー以外には10月28日にシングル「巡恋歌'92」、ライブビデオ『LIVE'92 "JAPAN" IN TOKYO DOME』をリリースしたのみである。シングル「巡恋歌'92」はラジオ放送以外は全くのノンタイアップでリリースされたが、オリコンチャートでは最高位1位を獲得、売り上げは約68万枚とヒット曲となった。また、この時期に精神的に衰弱していた長渕は、あらゆる宗教に傾倒し、哲学書やプロレタリア文学なども読み漁っていた。母親の衰弱と娘の成長を眺めながら人生について熟考していた長渕は僧侶の西村公朝と出会い、自身の作品に疑問が生じる度に京都の愛宕念仏寺に赴き千手観音に向かって歌っていた。また西村と共に描画や粘土細工の作成などを行っていた。さらに、この時期に認知症になった母や家族をテーマとした写真集『「人間」：あなたに会えてよかった』を出版した。
その他、中国人民解放軍によるチベット侵攻から逃れるためにインドへと亡命し、後に日本に渡り医師となった西蔵ツワンと出会った長渕は、西蔵からの勧めと自身の仏教への関心からインドへと向かう事となった。現地では赤子の両手足を切り落とし見世物にしている母親や、ガンジス川の畔で火葬される死体、貧困層の街で菓子を買うと手足のない子供達が寄ってくる事など、壮絶な体験をした長渕はその影響から「ガンジス」という曲を制作した。音楽評論家の湯川れい子は長渕にダライ・ラマ14世と会うように段取りを取っていたが、長渕は会わずに帰国した。これに関し湯川は、「ガンジス」を聴いた後に「剛の心の鞄には、そんな絵葉書のような風景も、（ダライ・ラマ法王という）ブランド品も、もう入り込む余地は無かったのだろうと思う」と述べている。また宗教に深い関心を寄せていた長渕は、自宅に仏像を置いたり親しい人に数珠をプレゼントするなどインドにかなり傾倒していた。
さらに、西蔵より重症心身障害児が入院している病院への慰問を依頼された長渕は、当初は戸惑っていたものの、インド訪問の経験から慰問を行う覚悟を決めた。頭が40センチもある水頭症の子供や、独房のような所へ押し込められ自身の頭を壁に打ち付け暴れる重症患者などと接し、比較的症状の軽い子供たちを100人程集め慰問ライブを行った。子供達の生きる事への渇望と若い介護士の「明日死ぬかもしれない子供たちの手に触れることで生きる喜びを知ることができる」との言葉に感銘した長渕は、インドへ行かなくても日本にも「ガンジス」があったと確信する。
1993年に入り、長渕は2月14日の愛媛県民文化会館を皮切りに5月27日の大阪城ホールに至るまで、全国30都市全45公演におよぶライブツアー「LIVE JAPAN'93」を開催した。9月22日には先行シングルとなる「RUN」（1993年）をリリース、オリコンチャートでは最高位1位を獲得、売り上げは約99万枚になり大ヒット曲となった。また、同曲と同タイトルのTBS系テレビドラマ『RUN』が10月15日から12月24日までの全11回で放送され、平均視聴率は15.2%となった。しかし、同年には長渕の不祥事が立て続けに発生。7月にテレビドラマ『しゃぼん玉』（1991年）にて共演した女優の国生さゆりとの不倫疑惑が報道されたほか、複数回にわたる暴行が報じられた。さらに、同ドラマの主題歌である「RUN」が相田みつをの著書『にんげんだもの』からの盗作であるとの疑惑が浮上して相田の遺族からの抗議で問題となったが、長渕が謝罪することで鎮静化した。

## 録音
長渕剛通算14枚目となるオリジナルアルバム。前作同様、瀬尾一三との共同プロデュース。全10曲の内、4曲目を除いてはロスアンジェルスでのレコーディングで瀬尾一三との共編曲、4曲目のみ日本で録音したデモ音源を収録しており、笛吹利明と長渕の共編曲となっている。
レコーディングに参加したミュージシャンは、長年ブルース・スプリングスティーンと行動を共にしたバックバンドであるEストリートバンドにてキーボードを担当、ピーター・ガブリエルやダイアー・ストレイツ、デヴィッド・ボウイのレコーディングに参加し、パティ・スマイスのアルバムプロデュースも行ったロイ・ビッタンや、ボンジョヴィやベリンダ・カーライル、シェール、テレンス・トレント・ダービーなどのアルバムに参加していたギタリストのティム・ピアスやベーシストのジョン・ピアス、ジョン・メレンキャンプのアルバムに参加していたドラマーのケニー・アロノフ、ジェームス・テイラーのアルバムに参加していたベーシストのリーランド・スカラー、また、ロイ・ビッタンが参加していない曲ではトム・ペティ&ザ・ハートブレイカーズのメンバーでありアレンジャーのベンモント・テンチが代わりにキーボードを演奏している。
表題曲である「Captain of the Ship」は、30分から40分程度ノンストップで歌い切った曲を編集したものとなっており、参加したミュージシャンは「カミカゼ! カミカゼ!」と大騒ぎしていた。また、ケニー・アロノフやティム・ピアス達は瞬きもせずプレイしていたという。

## 音楽性
文芸雑誌『別冊カドカワ 総力特集 長渕剛』にて音楽ライターの藤井徹貫は、「どこにも属さない長渕剛がどのジャンルにも属さない歌を、本作でも歌っている」、「属さないとは孤高であること。孤高は孤独とは違う。辞書をひくと、世俗にとらわれず、一人自分の志を守ること、とあるだろう。『人間になりてえ』『明日の風に身をまかせ』は、まさにそれだ」と述べている。
文芸雑誌『文藝別冊 長渕剛 民衆の怒りと祈りの歌』にて映画監督の相澤虎之助は、「かつて竹内好は日本の近代化への危惧の中で『（ヨーロッパ～アメリカと日本）そういう単純な比較ではいけない。少なくとも中国とかインドというような、日本と違った道を歩んだ別の型をもってきて、三本立てにしなければならないだろう』と書いた。長渕剛の"右でもなく左でもなくただただひたすら前へ"という叫びの中には、そのような国際性と普遍性への希求が含まれている」と述べている。

## リリース
1993年11月1日に東芝EMIのエキスプレスレーベルより、コンパクトカセット、CDの2形態でリリースされた。
その後、CDのみ2006年2月8日に24ビット・デジタルリマスター仕様で再発売された。

## プロモーション
本作に関するテレビ出演は、1994年1月2日にフジテレビ系音楽番組『栄光のミリオンスターBIG3・夢の競演』（1994年）に出演し「RUN」、「ガンジス」、「心配しないで」を演奏した。この番組には長渕の他にCHAGE and ASKA、プリンセス プリンセスが出演している。

## アートワーク
本作のライナーノーツは湯川れい子が執筆している。
文芸雑誌『別冊カドカワ 総力特集 長渕剛』では、「東洋の数珠と西洋のロザリオを同時に身にまとう長渕剛がここにいる。生と死の間で揺れているのか。信頼と疑念のクロスロードで立ちすくむ姿か。美意識をさらけ出す」と表記されている。

## ツアー
本作を受けてのコンサートツアーは「LIVE'94 Captain of the Ship」と題し、1993年9月9日の山形市総合スポーツセンターを皮切りに13都市全22公演が行われる予定であったが、4公演目に当たる9月24日の岡山総合文化体育館公演後の9月27日に長渕は体調を崩し、翌28日には緊急入院となった。病名は溶連菌感染症による菌血症と診断され、ツアーは残り全18公演を残し中止が決定された。スタッフによれば「（長渕のライブは）肉体の限界に挑戦するような過酷なものだった」との証言が残されている。また、ツアー中止に伴う損害額は5億から6億円とも言われた。
本ツアーの模様は後にライブビデオ『LIVE "Captain of the Ship"』として1995年4月にリリース予定であったが、1月24日に長渕が大麻取締法違反で逮捕された事を受け、発売が中止となった。その後、同年7月5日に改めてリリースされている。

## 批評
| 専門評論家によるレビュー             | 専門評論家によるレビュー |
| レビュー・スコア                     | レビュー・スコア         |
| 出典                                 | 評価                     |
| ------------------------------------ | ------------------------ |
| CDジャーナル                         | 肯定的                   |
| 別冊カドカワ 総力特集 長渕剛         | 肯定的                   |
| 文藝別冊 長渕剛 民衆の怒りと祈りの歌 | 肯定的                   |

- 音楽情報サイト『CDジャーナル』では、「強烈なメッセージが聴くものすべてに、何かを訴えかける」[31]、また「スタジオ・ライヴ形式で録音され、強烈なテンションを感じさせる」、「飾らないストレートな歌詞もかっこいい」と肯定的な評価を下している[32]。

- 文芸雑誌『別冊カドカワ 総力特集 長渕剛』において音楽ライターの藤井徹貫は、「この坂道を上るのを諦めれば楽になると、諦める理由を探し始める。その闘いに打ち勝つために作ったかのような表題曲。大作だ。10分を優に超える。言葉があふれ出す。が、無駄なものは何もない。どの断片を切り取っても肝と心である」、「男女だろうか、ある二人の台詞だけでつづられた『結晶』や告白とも受け取れる『泣くな、泣くな、そんな事で』も印象的だ」と肯定的な評価を下している[24]。

- 文芸雑誌『文藝別冊 長渕剛 民衆の怒りと祈りの歌』において映画監督の相澤虎之助は、「確か友達とミスタードーナツで駄弁っていた時に有線から流れた"Captain of the Ship"。その衝撃に今までバカ笑いをしていた友達全員が一瞬にして無言になってしまったことを今でも覚えている」、「（歌詞に関して）ふざけて世間を斜に構えて眺め、遊び疲れた私たちの気持ちにも実は合っていたし、なにより本当は何処にも行けない無力な自分たちの姿を見つめさせていた」、「今にして思えば私にアジアへのまなざしを植え付けたきっかけのひとつがこのアルバムだったのかもしれない」と肯定的な評価を下している[25]。

## チャート成績
オリコンチャートでは最高位1位となり、売上枚数は約58万枚となった。同チャートにおいては登場回数が15回となり、最終的な売上枚数は60.8万枚となった。

## 収録曲

### CT盤
| 全作詞・作曲: 長渕剛、全編曲: 瀬尾一三、長渕剛（特記除く）。 |                                              |        |            |      |
| #                                                            | タイトル                                     | 作詞   | 作曲・編曲 | 時間 |
| 1.                                                           | 「人間になりてえ」                           | 長渕剛 | 長渕剛     | 6:38 |
| 2.                                                           | 「泣くな、泣くな、そんな事で」               | 長渕剛 | 長渕剛     | 6:09 |
| 3.                                                           | 「ガンジス」                                 | 長渕剛 | 長渕剛     | 9:56 |
| 4.                                                           | 「純情地獄の青春は」(編曲：笛吹利明、長渕剛) | 長渕剛 | 長渕剛     | 5:45 |
| 5.                                                           | 「明日の風に身をまかせ」                     | 長渕剛 | 長渕剛     | 4:41 |
| 合計時間:                                                    | 合計時間:                                    | 33:09  |            |      |

| #         | タイトル                | 作詞  | 作曲・編曲 | 時間  |
| --------- | ----------------------- | ----- | ---------- | ----- |
| 6.        | 「RUN」                 |       |            | 5:39  |
| 7.        | 「12色のクレパス」      |       |            | 5:58  |
| 8.        | 「結晶」                |       |            | 7:16  |
| 9.        | 「Captain of the Ship」 |       |            | 13:09 |
| 10.       | 「心配しないで」        |       |            | 6:22  |
| 合計時間: | 合計時間:               | 38:24 |            |       |

### CD盤
| 全作詞・作曲: 長渕剛、全編曲: 瀬尾一三、長渕剛（特記除く）。 |                                              |        |            |       |
| #                                                            | タイトル                                     | 作詞   | 作曲・編曲 | 時間  |
| 1.                                                           | 「人間になりてえ」                           | 長渕剛 | 長渕剛     | 6:38  |
| 2.                                                           | 「泣くな、泣くな、そんな事で」               | 長渕剛 | 長渕剛     | 6:09  |
| 3.                                                           | 「ガンジス」                                 | 長渕剛 | 長渕剛     | 9:56  |
| 4.                                                           | 「純情地獄の青春は」(編曲：笛吹利明、長渕剛) | 長渕剛 | 長渕剛     | 5:45  |
| 5.                                                           | 「明日の風に身をまかせ」                     | 長渕剛 | 長渕剛     | 4:41  |
| 6.                                                           | 「RUN」                                      | 長渕剛 | 長渕剛     | 5:39  |
| 7.                                                           | 「12色のクレパス」                           | 長渕剛 | 長渕剛     | 5:58  |
| 8.                                                           | 「結晶」                                     | 長渕剛 | 長渕剛     | 7:16  |
| 9.                                                           | 「Captain of the Ship」                      | 長渕剛 | 長渕剛     | 13:09 |
| 10.                                                          | 「心配しないで」                             | 長渕剛 | 長渕剛     | 6:22  |
| 合計時間:                                                    | 合計時間:                                    | 71:33  |            |       |

### 曲解説
1. 「人間になりてえ」
2. 「泣くな、泣くな、そんな事で」
3. 「ガンジス」
このアルバムが出た前年に長渕自身がインドに行った際に見た光景を歌った曲。この時期母親の衰弱などもあり、生と死について関心があった長渕が、ガンジス川のほとりでの人が死んで灰になりガンジス川に流される様を見て感じた想いをつぶやくように歌っている。その時の実際のガンジスの映像はライブ・ビデオ『白の情景』（1994年）に一部収められている。
4. 「純情地獄の青春は」
アルバム収録曲で、これのみ東京でのレコーディング。JAPAN93ツアー中に録音したデモテープをアルバム用にマスタリングした。LAでも録音したが、しっくり来なかったと述べている。
5. 「明日の風に身をまかせ」
6. 「RUN」
26枚目のシングル曲。詳細は「RUN」を参照。
7. 「12色のクレパス」
両親に向けての愛情を歌った曲。2012年1月に執り行われた、俳優の二谷英明の葬儀では、長渕が弔辞を述べた後、二谷の遺影に向かってギター弾き語りを披露した。
8. 「結晶」
9. 「Captain of the Ship」
13分09秒にも及ぶ大作。スタジオでセッションのような形で録音され、実際には20分近くも演奏は続いたという。また、桜島オールナイトコンサートでは最後の曲として演奏され、実に30分近くに渡り演奏された。ライブバージョンになると件の桜島オールナイトコンサートのように30分近く演奏されるため、普段のツアーにおいて演奏されることはほぼない。ちなみに、最後にライブで歌われたのは2017年12月31日の鹿児島アリーナ公演となっている。
10. 「心配しないで」

## スタッフ・クレジット

### 参加ミュージシャン
- ケニー・アロノフ（英語版） - ドラムス（1,2,6,7,9曲目）
- 鎌田清 - ドラムス（4曲目）
- ジョン・ピアス - エレクトリックベース（1,2,6,7,9曲目）
- リーランド・スカラー - エレクトリックベース（3,5曲目）
- 岡沢茂 - エレクトリックベース（4曲目）
- ティム・ピアス（英語版） - エレクトリック・ギター（1,2,6,8,9曲目）、アコースティック・ギター（6,7曲目）、マンドリン（1,6,7曲目）
- 笛吹利明 - アコースティック・ギター（4曲目）、スライドギター（4曲目）
- 高村周作 - アコースティック・ギター（4曲目）
- 長渕剛 - アコースティック・ギター（1,2,3,4,6,7,9曲目）、ハーモニカ（1,3,8,10曲目）
- ジョー・ディブラッシ - マンドリン（5曲目）
- ロイ・ビッタン（英語版） - アコースティックピアノ（1,9曲目）、キーボード（2,6,8曲目）
- 難波正司[注釈 2] - アコースティックピアノ（5曲目）、キーボード（2,3,8,9曲目）、B-3（1曲目）、サイドスティック（5曲目）
- ベンモント・テンチ（英語版） - アコースティックピアノ（7曲目）、C-3（7曲目）
- ジョン・ヴァン・トンジェレン（英語版） - キーボード（6曲目）
- 瀬尾一三 - キーボード（2,3,4,8曲目）、プログラミング・パーカッション（3曲目）、プログラミング・ドラムス（8曲目）、ストリングス・アレンジメント
- 竹田元 - キーボード（4曲目）
- フランク・マロッコ（英語版） - アコーディオン（5曲目）
- シッド・ページ - フィドル（1曲目）
- スージー片山 - 指揮者
- マキシ・アンダーソン - コーラス
- メリー・クレイトン - コーラス
- クライディーン・ジャクソン - コーラス
- オードラ・ナウルス - コーラス
- ジュリア・ウォーターズ - コーラス
- マクシーン・ウォーターズ - コーラス
- モナ・リサ・ヤング - コーラス
- モーガン・エイムズ - コーラス
- ドニー・ジェラルド（英語版） - コーラス
- リッキー・ネルソン - コーラス
- ジョセフ・パウエル - コーラス
- オレン・ウォーターズ（英語版） - コーラス
- ジョン・ウェスト - コーラス
- テリー・ヤング - コーラス

### スタッフ
- 瀬尾一三 - プロデュース
- 長渕剛 - プロデュース
- 石塚良一 (Z's) - コ・プロデュース、ミキシング・エンジニア（9曲目のみ）、追加エンジニア
- シェリー・ヤカス（英語版） - ミキシング・エンジニア（9曲目以外）、レコーディング・エンジニア（4曲目以外）
- ブライアン・シューブル - ミキシング・エンジニア（6曲目以外）、レコーディング・エンジニア（4曲目以外）
- チャド・マンジー - ミキシング・エンジニア（6曲目のみ）
- 加藤謙吾 - レコーディング・エンジニア（4曲目のみ）、追加エンジニア
- アレックス・リード - アシスタント・エンジニア
- デイヴ・コリンズ - マスタリング・エンジニア
- 笹川章光 (YEEP) - エキップメント
- エクセルプロダクション - コーディネート
- たけだむつみ（オフィス・レン） - トータル・コーディネート
- のもとけんいち（オフィス・レン） - ロード・マネージ
- いのうえゆうすけ - スペシャル・サンクス
- 朝月真次郎 (LUNA MATTINO) - スペシャル・サンクス
- 湯川れい子 - スペシャル・サンクス
- 湯野川祐子 - スペシャル・サンクス
- 町田晋（東芝EMI） - A&Rディレクター
- 森田秀美（オフィス・レン） - エグゼクティブ・プロデュース
- 大川奘一郎 - 写真撮影
- 寺原隆 - アート・ディレクション、デザイナー

## リリース履歴
| No. | 日付          | レーベル              | 規格  | 規格品番                      | 最高順位 | 備考                         |
| --- | ------------- | --------------------- | ----- | ----------------------------- | -------- | ---------------------------- |
| 1   | 1993年11月1日 | 東芝EMI／エキスプレス | CD CT | TOCT-8230 (CD) TOTT-8230 (CT) | 1位      |                              |
| 2   | 2006年2月8日  | 東芝EMI／エキスプレス | CD    | TOCT-25957                    | -        | 24ビット・デジタルリマスター |